# Genome Research
Genome Research (abgekürzt Genome Res., dt. Genom-Forschung) ist eine monatlich erscheinende Peer Review-Fachzeitschrift für Genetik und Gentechnik; sie erscheint seit 1991 bei dem Verlag des Cold Spring Harbor Laboratory.
Ursprünglich trug sie den Namen PCR Methods and Applications, 1995 folgte die Umbenennung in den heutigen Namen.
Herausgeber sind Aravinda Chakravarti, Evan Eichler, Richard A. Gibbs, Eric D. Green, Richard M. Myers und William Pavan.